# 尼羅長頜魚
尼羅長頜魚（学名：Mormyrus niloticus），為輻鰭魚綱骨舌魚目象鼻魚科的其中一種，主要分布於非洲尼日河、白尼羅河、艾伯特湖等流域，體長可達46公分。